# フィリップ・ブレイク
フィリップ・アンソニー・ブレイク（Philip Anthony Blake、1985年11月27日 - ）は、カナダのオンタリオ州トロント出身のアメリカンフットボール、カナディアンフットボール選手。現在CFLのサスカチュワン・ラフライダーズに所属している。ポジションはオフェンシブライン。

## 経歴
オンタリオ州エトビコの高校3年次よりアメリカンフットボールを始めた。高校卒業後、シャンプレインリージョナルカレッジで2年、タイラージュニアカレッジで1年プレーした後、2009年より、ベイラー大学に転校し、3シーズン先発オフェンスラインマンとしてロバート・グリフィン3世を守り、ハイズマン賞受賞をサポートした。
同大学ではセンターとして26試合、右タックルとして12試合に先発出場した。この間、相手守備選手を254回ノックダウンし、彼のブロックにより48TDを味方オフェンスがあげた。これらの数字は、この間のビッグ12カンファレンスのオフェンスラインマンの最高の成績であった。2010年にセンターにコンバートされてからは、カレッジフットボール最高のセンターに与えられるリミントン賞の候補の1人にシーズン開幕前、2年連続で選ばれた。
2011年CFLドラフト3巡23位で指名されたが、大学にとどまり、4年次にはビッグ12カンファレンスのオールチームに選ばれた。また2012年のシニアボウルに出場している。

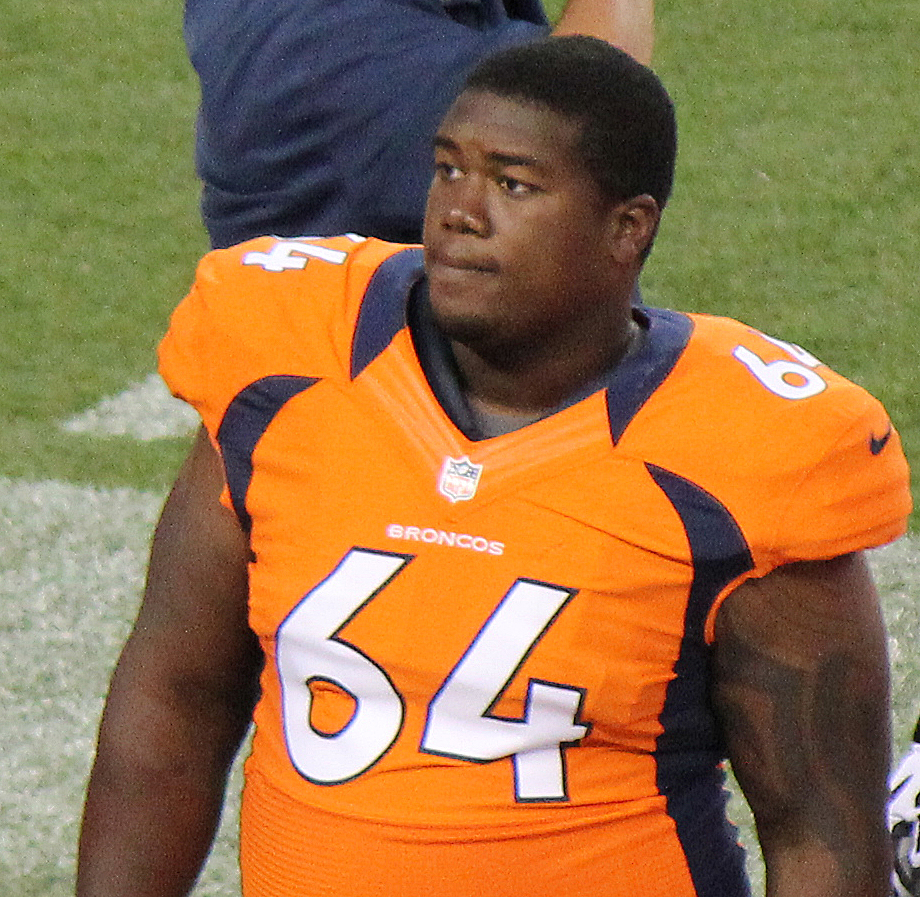
デンバー・ブロンコス時代(2012年)

2012年のNFLドラフト4巡でデンバー・ブロンコスに指名された。この年アメリカ以外出身の選手は、彼の他に4人がドラフトで指名された。
53人の開幕ロースターには残ったものの、第1週はインアクティブとなり、9月17日の練習で親指を負傷、翌日故障者リスト入りしてシーズンを棒に振った。
2013年シーズン開幕前にブロンコスから解雇され、9月2日、アリゾナ・カージナルスとプラクティス・スクワッド契約を結んだ。
2014年はどの球団にも所属しなかった。
2015年1月8日にカナディアン・フットボール・リーグのモントリオール・アルエッツと3年契約を結んだ。
2018年10月10日にサスカチュワン・ラフライダーズにトレードされた。
2020年2月11日にトロント・アルゴノーツと契約した。
2023年2月14日にサスカチュワン・ラフライダーズと契約を結んだ。